# دنيس بوتس
دنيس بوتس (بالإنجليزية: Dennis Bots)‏ (مواليد 11 يونيو 1974)، هُو مخرج أفلام زامبي هولندي.

## وصلات خارجية
- دنيس بوتس على موقع IMDb (الإنجليزية)
- دنيس بوتس على موقع قاعدة بيانات الفيلم (الإنجليزية)